# Nippon Express
Nippon Express est une entreprise de logistique basée à Tokyo au Japon. Elle est fondée en 1937.